# Nantianhu
Nantianhu (kinesiska: 南天湖) är en köping i sydvästra Kina. Den ligger i Fengdu härad i storstadsområdet Chongqing, omkring 130 kilometer öster om det centrala stadsdistriktet Yuzhong. Antalet invånare är 11 543. Befolkningen består av 5 698 kvinnor och 5 845 män. Barn under 15 år utgör 30 %, vuxna 15-64 år 54 %, och äldre över 65 år 15,0 %.